# Martini (constructeur automobile)
 (avril 2009).
Si vous disposez d'ouvrages ou d'articles de référence ou si vous connaissez des sites web de qualité traitant du thème abordé ici, merci de compléter l'article en donnant les références utiles à sa vérifiabilité et en les liant à la section « Notes et références ».
Pour les articles homonymes, voir Martini.
Martini est un constructeur automobile suisse, actif de 1897 à 1934.

## Histoire
En 1897, l'homme d'affaires suisse Adolf von Martini, fils de Friedrich von Martini, l'inventeur du fusil Martini-Henry, conçut un prototype de voiture à moteur arrière. 1888 Martini a construit le premier Moteur à explosion. Il poursuivit ce travail avec la construction de voitures à moteurs à V4 de 10 et 16 chevaux en 1902. Du fait que les cantons suisses étaient très hostiles aux automobiles, l'entreprise dut exporter de plus en plus, et la demande à l'étranger justifia la création d'une usine à Saint-Blaise en 1904 ; von Martini se procura un brevet de la marque française Rochet-Schneider pour utiliser des châssis en bois et des soupapes à ouverture mécanique.

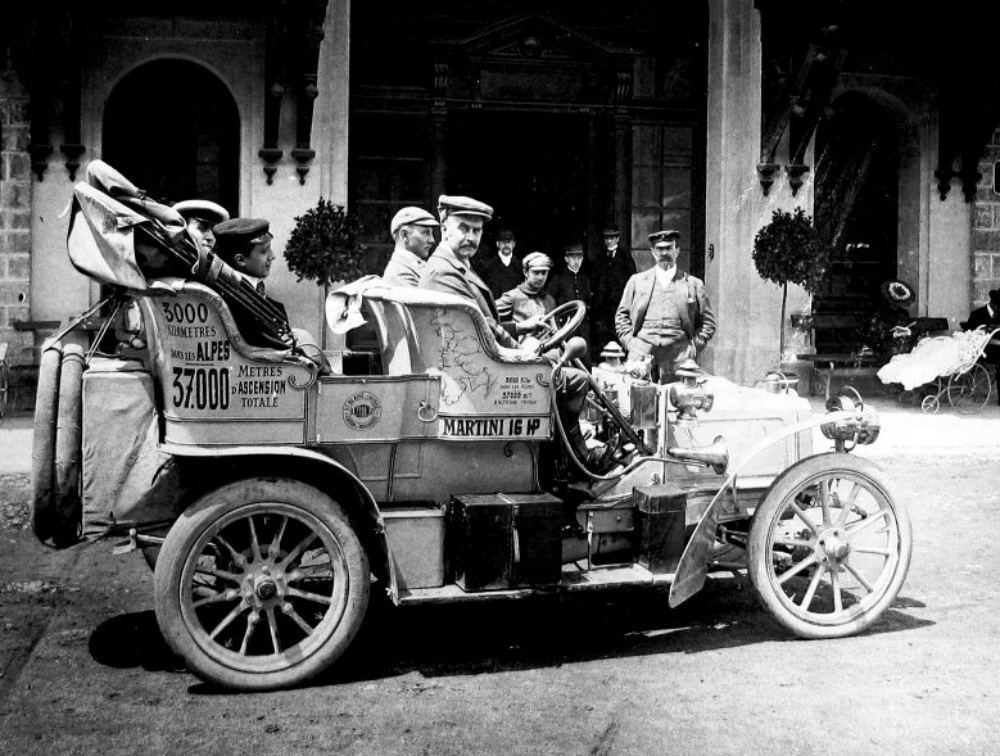
Le capitaine H.H.P. Deasy sur la 16HP Double Phaëton en 1904.

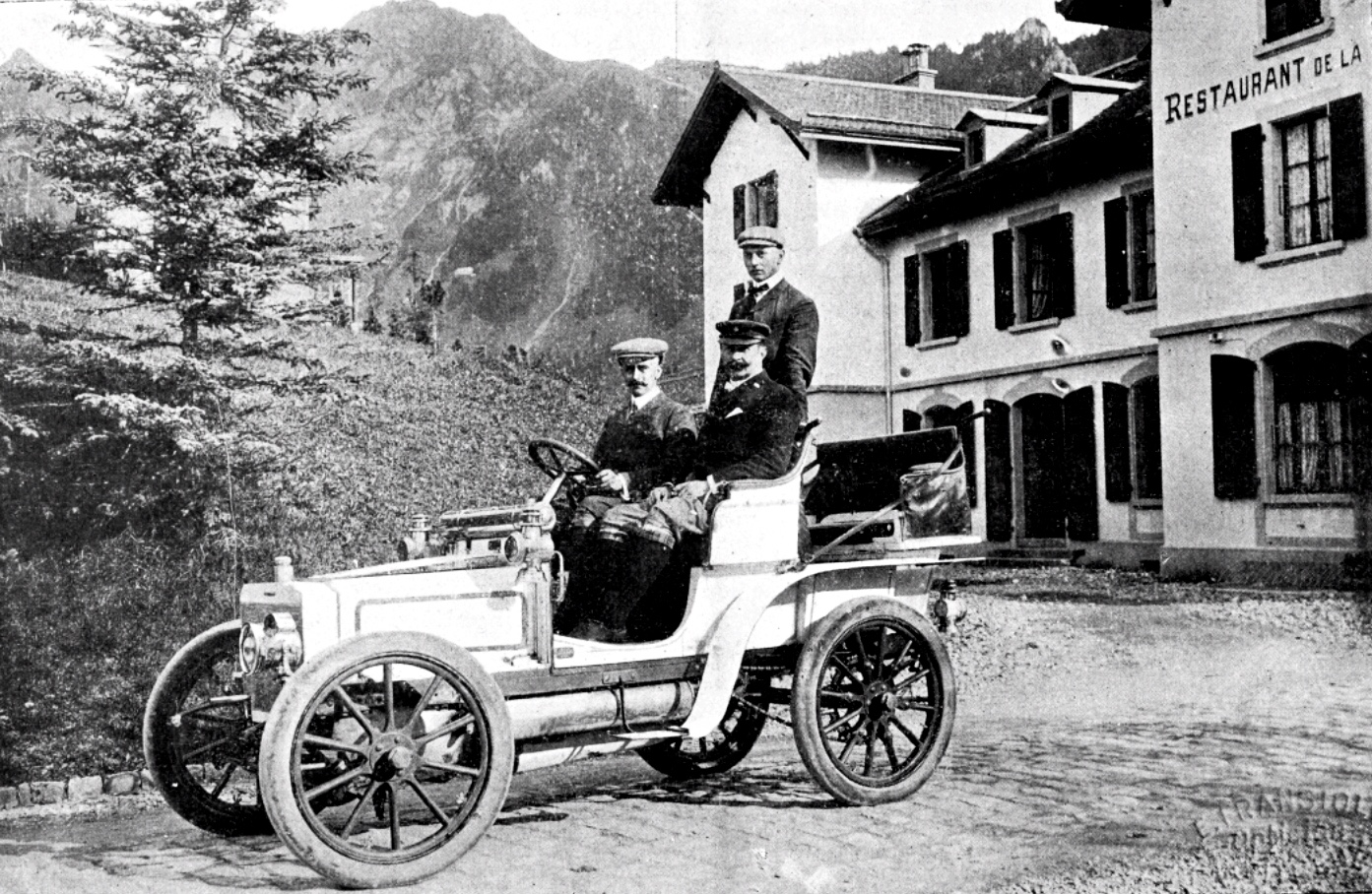
Le capitaine H.H.P. Deasy piloté le « Martini » accompagné de Max de Martini et de M. Cuénot.

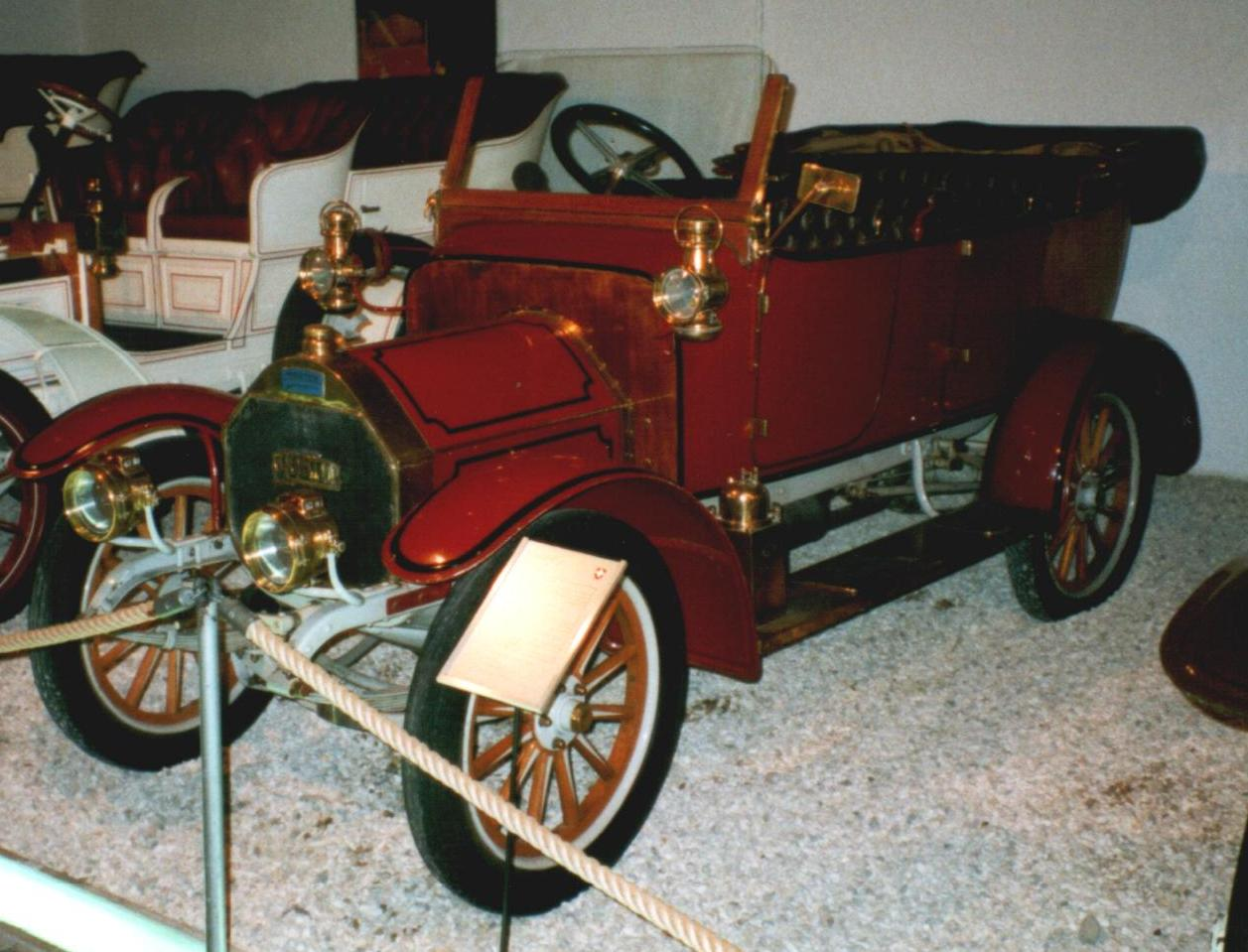
1912 Martini GA.

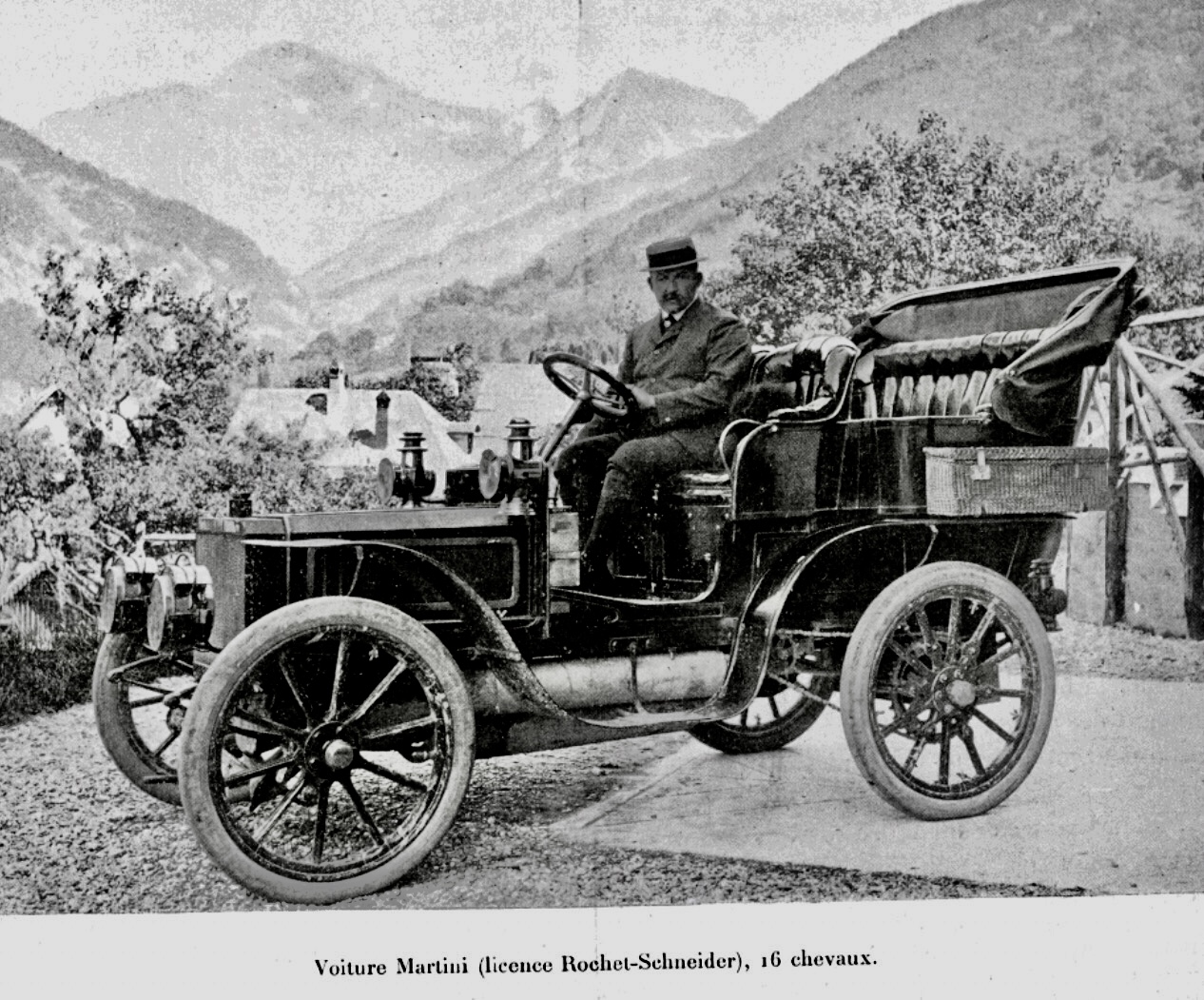
Martini 16 CV (1903).

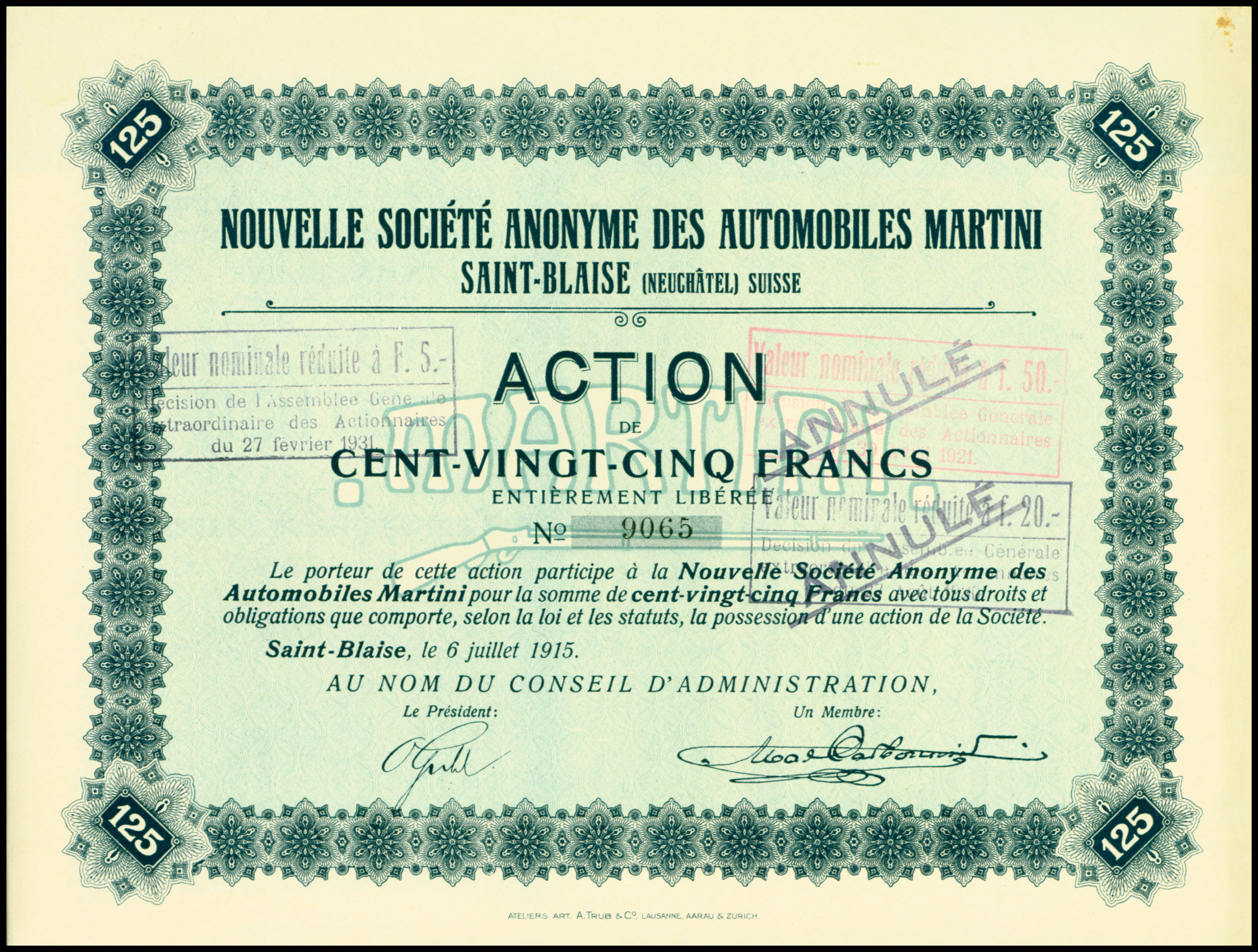
Action de la Nouvelle SA des Automobiles Martini en date du 6 juillet 1915

Martini Automobile Co. Ltd de 6 juillet 1915.
Rapidement, son agent britannique le capitaine H.H.P. Deasy prit part dans une 16hp (16 ch) en 1904 à un raid de 3 200 km à travers les Alpes, comportant plus de 34 cols répartis entre la France, l'Italie et la Suisse. Durant l'été 1906, avec une 20hp (20 ch) et une quatre-cylindres 40hp (40 ch), Deasy s'engage dans une compétition contre les six-cylindres Rolls-Royce. Martini perdit cette course de 6 400 km appelée la « Bataille des Cylindres ».
Martini participe à des courses en 1903.
Lors du deuxième Salon de l'automobile de Genève, en 1906, la participation de Martini fut très remarquée. C'est, en effet, dans une automobile Martini, une «Lucia» type 24/30 carrossée en double phaëton et vendue 12.500 fr. 
Salon de l'automobile de Zurich 1907 avec un camion Martini 3000 kg de 26 ch.
En 1907, une 28hp à transmission par chaîne apparaît, et au rallye du Kaiserpreis, la marque se place treizième et quinzième. En 1908, l'arbre de transmission devient un standard pour les modèles 12hp, 16hp et 20hp. À la Coupe de Voiturettes de la même année, des Martini se classent septième, huitième, et dixième pour la victoire par équipe. La voiture utilisée était vendue comme un modèle de 1909, la 10/12,,.
Camion de 1902
En 1902, 30 Voitures sont produites cette Année la.
Martini de 1903 
Martini de 1904 
Martini de 1905 
Autobus Martini 1905 (Environ 25 en Suisse)
Exportation de 25 Martini vers les États-Unis (1906) 
Le moteur Martini de 1910 
En 1911, il y avait 284 Martini Voitures et 15 Camions en Suisse
En 1912, il y avait 539 Martini en Suisse.
En 1917, 350 Voitures sont produites cette Année la.
En 1917, il y avait 539 Martini en Suisse
Martini Camionette, 1800 kg Charge utile, 3.817 cm³, (90/150/4), 45 CV, de 1920.
Martini Camion, 3000 kg Charge utile, 6 Cylindres , 22 CV, mesure 6,40 m.
Martini Six, Type FU de 1927 (2540 cm³ (72/104/6) Moteur Wanderer W11, 13/50 CV, 100 km/h),,.
Martini Six, Type FU de 1929 (3097 cm³, 100 km/h)
Licence Wanderer 
La première guerre mondiale et la récession en découlant touchèrent la Suisse et les exports de Martini. En 1924, la firme est récupérée par les frères Steiger de Burgrieden ; l'année suivante Martini prend part à une nouvelle « Bataille des Cylindres » avec un nouveau six cylindres breveté par Wanderer. La voiture ne se vendit même pas en Suisse et la NF à moteur de 4,4 litres et freins aux quatre roues (ce qui est inhabituel pour l'époque) ne suffit pas à renflouer la marque. La NF fut vendue  jusqu'à la faillite de Martini en 1934. En 1905, le premier bus Martini a été testé par Post PTT. En 1932, 31 Martini JLN étaient en service pour la Post PTT. En trente-sept années d'existence, Martini a commercialisé 3 500 véhicules,.
Une autre source parle de 3200 véhicules.
Une autre source parle de 3600 véhicules.
360 camions ont été produits.
En 1917, 635 voitures et 77 camions ont été produits.
De ce florissant site industriel, il ne reste aujourd'hui qu'une petite cité ouvrière et une villa patronale.
En 2015, une série de timbres poste rappellent l’industrie automobile suisse. Un modèle Martini de 1897 est représenté avec une valeur faciale de un franc.